# Ficus pachysycia
Ficus pachysycia är en mullbärsväxtart som beskrevs av Friedrich Ludwig Diels och Edred John Henry Corner. Ficus pachysycia ingår i släktet fikonsläktet, och familjen mullbärsväxter. Inga underarter finns listade i Catalogue of Life.